# The Daily Observer
The Daily Observer (oft kurz: The Observer) war eine private Zeitung im westafrikanischen Staat Gambia, die von 1992 bis 2017 existierte. Sie galt als unabhängig, dennoch wurde sie in der Regierungszeit Yahya Jammehs bis 2017 als regierungsnah eingestuft. Es erschienen fünf Ausgaben in der Woche, die Ausgabe am Freitag nannte sich Weekend Observer. Sitz der Zeitung war in Bakau.

## Geschichte

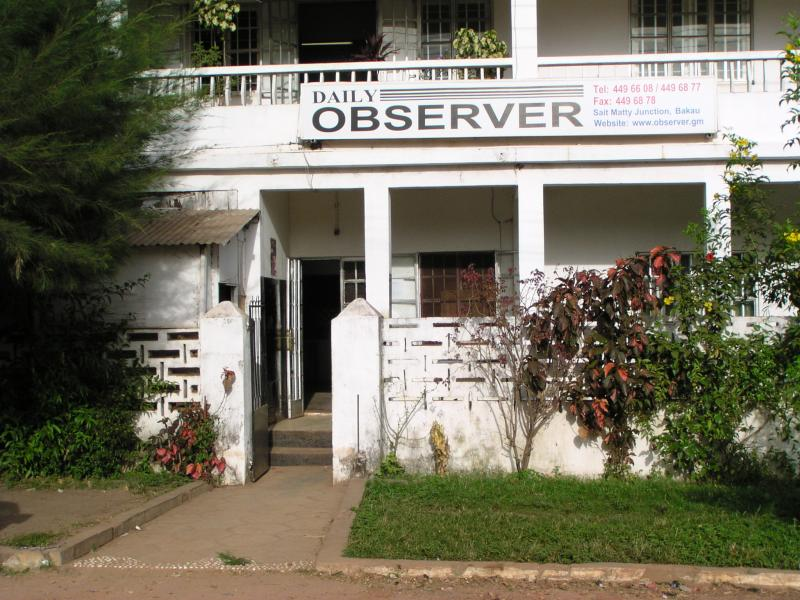
Redaktionsräume in Bakau

Die Zeitung wurde von Kenneth Y. Best 1990 gegründet, nachdem Best in den Wirren des Liberianischen Bürgerkrieges aus Liberia geflüchtet war. Bei dem Militärputsch in Gambia berichtete er zunächst kritisch und wurde im Oktober 1994 durch die Militärjunta nach Liberia deportiert, von wo er in die Vereinigten Staaten ging, wo er politisches Asyl erhielt.
Best verkaufte die Zeitung im Mai 1999 an Amadou Samba, einen Vertrauten des vorigen Putschisten und damaligen Präsidenten Yahya Jammeh. Wie im September 2019 im Abschlussbericht der Janneh Commission erläutert wurde, wurden hierbei 268.000 US-Dollar gezahlt. Das Geld wurde von der Zentralbank von Gambia gestohlen. Am 1. August 2002 übertrug er die Anteile an Jammehs Mitarbeiter Baba Jobe. 2004 beschlagnahmte Jammeh das Unternehmen und bestimmte Geschäftsführung und Leitlinien der Berichterstattung.
Geschäftsführer war bis 2005 Momodou M. Sanyang. Ihm folgte Saja Taal.
Am 11. Mai 2007 feierte man das 15-jährige und am 11. Mai 2012 das 20-jährige Jubiläum.
Im Juni 2017 wurde das Unternehmen von der gambischen Steuerbehörde für zwei Wochen geschlossen, da das Unternehmen Steuerschulden in Höhe von 17 Millionen Dalasi (371.000 US-Dollar) habe. Innerhalb dieses Zeitraums sollten 30 Prozent der Schuld beglichen werden. Die Zeitung blieb in der Folge dauerhaft geschlossen.

### Managing Director of The Daily Observer
| 1992–1994 | Kenneth Y. Best        |
| 1994–1999 | Theophilous George     |
| 1999–2000 | Sarieng Ceesay         |
| 2000–2002 | Buba Baldeh            |
| 2002–2005 | Sheriff Bojang         |
| 2005      | Momodou M. Sanyang     |
| 2005–2007 | Alieu Badara Saja Taal |
| 2007–2008 | Dida Halake            |
| 2008–2009 | Neneh MacDouall-Gaye   |
| 2009–2013 | Pa Malick Faye         |
| 2013–2015 | Modou Saidy            |
| 2015–2016 | Momodou Sabally        |
| 2016      | Ousman Rambo Jatta     |
| 2016–2017 | Pa Modou Mbowe         |

Quelle: 